# Süddeutsche Handballmeisterschaft 1959
Die Süddeutsche Handballmeisterschaft 1959 war die zehnte vom SHV ausgerichtete Endrunde um die Süddeutsche Meisterschaft im Hallenhandball der Männer. Sie wurde am 28. Februar 1959 in Karlsruhe ausgespielt.

## Turnierverlauf
Meister wurde der TC Frisch Auf Göppingen, der sich damit für die Endrunde zur Deutschen Meisterschaft 1959
 in Essen qualifizierte, bei der die Göppinger auch die Deutsche Meisterschaft gewannen.

### Modus
Teilnahmeberechtigt waren jeweils die Meister und Vizemeister von der Endrunde Baden, Verbandsliga
 Südbaden, Verbandsliga Württemberg und der Bayernliga. Es wurde eine Vorrunde in zwei Gruppen gespielt.
 Die zwei bestplatzierten Teams jeder Gruppe nahmen an der Endrunde zur Süddeutschen Meisterschaft teil.
 Der Meister war für die Endausscheidung zur Deutschen Meisterschaft
qualifiziert.

### Teilnehmer
| - Gruppe A - TS Esslingen 1890 - Post SV München - TV 1893 Baiersbronn - StTV Singen 1883 | - Gruppe B - TSV 1860 Ansbach - TC Frisch Auf Göppingen - SG Leutershausen - TSV 1896 Rintheim |  |

* Vorrundensieger fett gedruckt 

### Endrunde
FA Göppingen – TSV 1860 Ansbach 8 	: 	5
TB Esslingen 1890 – Post SV München 8 	: 	6
FA Göppingen – Post SV München 9 	: 	6
TB Esslingen 1890 – TSV 1860 Ansbach 10 	: 	7
Post SV München – TSV 1860 Ansbach 11 	: 	7
FA Göppingen – TB Eßlingen 1890 7 	: 	6

### Endrundentabelle
Saison 1958/59 
|    | Mannschaft                  | Spiele | Punkte |
| -- | --------------------------- | ------ | ------ |
| 1. | TC Frisch Auf Göppingen (M) | 3      | 6:0    |
| 2. | TS Esslingen 1890           | 3      | 4:2    |
| 3. | Post SV München             | 3      | 2:4    |
| 4. | TSV 1860 Ansbach            | 3      | 0:6    |

Süddeutscher Meister und für die Endrunde zur Deutschen Meisterschaft 1958/59 qualifiziert

## Frauen
Süddeutsche Meisterschaft
- 1. Post SV München